# Tom Abdo
Thomas Saline "Tom" Abdo (Sioux Falls, 27 febbraio 1894 – Las Vegas, 8 marzo 1967) è stato un giocatore di poker statunitense.
Nel 1982 è stato inserito nel Poker Hall of Fame.
Abdo morì d'infarto nel 1967, nel corso di una partita di poker. È uno dei tre membri del Poker Hall of Fame ad essere morto nel corso di una partita; gli altri due furono Wild Bill Hickok e Jack Straus.